# Breezeblocks
Breezeblocks è un singolo del gruppo alternative rock britannico alt-J, pubblicato nel 2012 ed estratto dall'album di debutto  An Awesome Wave (2012). La canzone viene pubblicata il 18 Maggio 2012 come secondo singolo estratto dall'album. Scritta da Joe Newman, Gus Unger-Hamilton, Gwilym Sainsbury, Thom Green e prodotta da Charlie Andrew. Raggiunse la top ten nelle classifiche Uk Indie e US Alternative, attraverso una votazione si conquistò anche il terzo posto per la stazione radio australiana Triple J nella classifica "Hottest 100 of 2012", subito dopo "Thrift Shop" e "Little Talks".

## Composizione
La canzone contiene svariati riferimenti al celebre libro per ragazzi "Nel paese dei mostri selvaggi" di Maurice Sendak. Di fatti già le prime parole cantate da Newman sono "Do you know where the wild things go?". Inoltre troviamo, nel ritornello ripetuto alla fine della canzone, una seconda frase estratta dal libro, anche se leggermente modificata; nel testo della canzone troviamo "Please don’t go, I'll eat you whole / I love you so", mentre nel testo di Sendak appare "Oh, please don't go — we'll eat you up — we love you so!"

## Video
Per il rilascio del singolo fu girato anche un video musicale diretto da Ellis Bahl. Questo apparirà come primo video ufficiale della band. Viene caricato su YouTube il 13 Marzo 2012.
Nel video troviamo Jonathan Dwyer, Jessica DiGiovanni e Eleanor Pienta in un appartamento. La prima scena si apre con la morte della ragazza per mano dell'uomo che la colpisce con un blocco di pietra (Breezeblock). Il video procede in senso inverso mostrando tutta la violenta lite tra i due, rivelando verso il finale che il vero aggressore inizialmente era la ragazza, subito dopo che l'uomo trova la presunta moglie legata e imbavagliata.
Il video vinse il premio "Best Alternative Video" l'8 Novembre 2012 per il UK Music Video Awards.

## Tracce
- 7" Singolo

1. Breezeblocks - 3:47
2. Tom Vek's Remix - 3:59

- Download digitale - Singolo[4]

1. Breezeblocks - 3:47

- Download digitale - Remixes[5]

1. Breezeblocks - 3:47
2. Tom Vek's Remix - 5:18
3. B-Ju Remix - 3:59
4. Rockdaworld Remix - 4:41